# Полевской
Виды с высоты
Полевско́й — город областного подчинения на юге Свердловской области России, административный центр Полевского муниципального округа.

## География
Полевской расположен в южной части Среднего Урала, на восточном склоне Уральских гор, в 40 километрах к юго-западу от Екатеринбурга. Города соединяет Полевской тракт.
В 8 километрах от города Полевского, в посёлке Станционном-Полевском, расположена железнодорожная станция Полевской (на линии Екатеринбург — Верхний Уфалей — Челябинск).
Климат
Климат умеренно континентальный. Среднегодовая температура воздуха составляет + 0,48 °C при максимуме + 33,8 °C (в июне) и абсолютном минимуме — 50,1 °C (в декабре). Средняя дата первого мороза — 16 сентября, последнего — 30 мая.
Снеговой покров устанавливается в ноябре и сохраняется до апреля. Появление снега отмечается в среднем 15 октября, таяние снега заканчивается в среднем 21 апреля. Глубина промерзания грунта — 1,25 м. Господствующими ветрами являются западный и юго-западный.
Часовой пояс
Полевской, как и вся Свердловская область, находится в часовом поясе Екатеринбургское время. Смещение относительно UTC составляет +5:00. Относительно московского времени часовой пояс имеет постоянное смещение +2 часа и обозначается в России как MSK+2.

## История
Название Полевской образовалось от наименования местной реки Полевой.
Первое письменное упоминание Полевского относится к 1699 году. В «Пермских губернских ведомостях» приводится текст жалобы полевских крестьян на имя Петра Первого, датированной 1700 годом. В ней говорится: «Бьют челом сироты твои пашенные крестьяне Максимко Лопаткин, Федька Карякин, Микита Шешёв … на драгуна Василия Мартынова. В нонешнем 7208 (1699) в ноябре противу Полевской деревни он, Василий, в острожьи своём сенном у скотишка нашего, сирот твоих, у рогатова, у коров у десятерых посёк хвосты, а одиннадцатую зарубил».
В 1702 году Сергей Бабин, выходец из Арамильской слободы, и Кузьма Сулеев, житель Уткинской слободы, открыли месторождение медных руд близ реки Полевой (Гумёшевский рудник). В том же году думный дьяк А. А. Виниус, которому было поручено организовать строительство металлургических заводов на Урале, приехал в деревню Полевую и на Гумёшевский рудник, и взял эти земли в ведение государства.
10 июня 1718 года отряд башкир, во главе с Чубаром Балагушевым, напал на Гумёшевский рудник. В итоге рудник был сожжён, поселение разрушено, часть людей убита, оставшиеся разогнаны по всей округе. Через несколько лет рудник был полностью восстановлен, однако официальным годом основания Полевского, памятуя о башкирском разорении, принято считать 1718 год.
23 июня 1722 года Пётр I издал указ, в котором повелел управляющему Уральскими горными заводами В. И. де Геннину: «…за Чусовой, у Полевых речек, построить медный завод, крепость и шанец для охранения этого завода…».
В 1723 году было начато строительство Полевского медеплавильного завода, давшего жизнь посёлку, будущему городу Полевскому. Через год завод выдал первую медь. Вскоре в округе была обнаружена железная руда, и в 1735 году на речке Северушке (Северная, Северная Полевая), в семи верстах от Полевского завода началось возведение Северского железоделательного завода, ставшего первоосновой посёлка Северского (ныне северная часть города).
В 1758 году в соответствии с Указами Сената Полевской и Северский заводы из ведения казны перешли в собственность соликамского купца Алексея Фёдоровича Турчанинова. Наряду с Сысертским заводом, Полевской и Северский заводы стали основой Сысертского горнозаводского округа.
В 1796 году в результате губернской реформы в состав Екатеринбургского уезда Пермской губернии были включены Полевская и Северская волости.
С образованием в 1923 году Уральской области был организован Полевской район. Вошедшие в его состав Полевской и Северский были отнесены к категории рабочих посёлков.
Указом Президиума Верховного Совета РСФСР от 27 марта 1942 года Полевской получил статус города.
Указом Президиума Верховного Совета РСФСР 4 марта 1946 года город Полевской отнесён к категории городов областного подчинения, Северский рабочий посёлок включён в его городскую черту. 29 августа 1967 года административный центр из южной части города был переведён в северную часть города.
1 февраля 1963 года Совет депутатов трудящихся города Полевской передан в подчинение Свердловскому областному Совету депутатов трудящихся.
По итогам местных референдумов от 14 апреля и 16 июня 1996 года было создано муниципальное образование в современных границах. С 2004 года оно было наделено статусом городского округа и с 1 января 2006 года стало именоваться Полевским городским округом.

## Символика
Герб
В серебряном (белом) фоне зелёный каменный цветок с коронованной золотой (жёлтой) ящерицей, символизирующие богатство местных недр, воспетых в сказах П. П. Бажова.
Рядом — две фигуры теневого цвета:
- в левом нижнем углу — символ «зеркало Венеры» — кольцо, соединённое внизу с уширенным крестом (учреждённое В. Н. Татищевым в 1735 году в качестве клейма слитков Полевского медеплавильного завода),
- в правом верхнем углу щита — восьмиконечная узколучевая звезда (клеймо продукции Северского железоделательного завода, учреждённое В. Н. Татищевым в том же году).

Эскиз герба выполнил А. В. Перфильев.
Принят Решением Думы муниципального образования «Город Полевской» от 11.06.1998 года № 190. Внесён в ГГР РФ под № 298 12.07.1998 года.
Флаг
Прямоугольное полотнище белого цвета с отношением ширины к длине 2:3 по центру которого помещено изображение фигур городского герба: зелёного цветка высотой в 4/5 от ширины полотнища, несущего на себе жёлтую коронованную ящерицу.
В углах полотнища помещены выполненные зелёным цветом контурные изображения: в нижнем у древка — знак «зеркало Венеры», в верхнем у свободного края — восьмилучёвая звезда.
Оборотная сторона зеркально воспроизводит лицевую.
Принят Решением Думы Полевского городского округа от 31.01.2008 года № 552. Внесён в ГГР РФ под № 3934 11.04.2008 года.

## Население
| 1873    | 1926    | 1931    | 1939    | 1959    | 1967    | 1970    | 1976    | 1979    | 1982    | 1986    | 1987    |
| ------- | ------- | ------- | ------- | ------- | ------- | ------- | ------- | ------- | ------- | ------- | ------- |
| 6652    | ↗11 000 | ↘9200   | ↗25 000 | ↗47 102 | ↗54 000 | ↗57 557 | ↗62 000 | ↗64 078 | ↗66 000 | ↗70 000 | ↗71 000 |
| 1989    | 1992    | 1998    | 2000    | 2001    | 2002    | 2003    | 2005    | 2006    | 2008    | 2009    | 2010    |
| ↘70 632 | ↗72 100 | ↗72 400 | ↘70 400 | ↘69 800 | ↘66 761 | ↗66 800 | ↘66 200 | ↘65 900 | ↘65 200 | ↘64 697 | ↘64 220 |
| 2011    | 2012    | 2013    | 2014    | 2015    | 2016    | 2017    | 2018    | 2019    | 2020    | 2021    | 2023    |
| ↘64 200 | ↘63 743 | ↘63 412 | ↘62 904 | ↘62 718 | ↘62 402 | ↘62 259 | ↘61 853 | ↘61 332 | ↘60 979 | ↘55 182 | ↘54 364 |

На 1 января 2025 года по численности населения город находился на 301-м месте из 1124 городов Российской Федерации.

## Известные уроженцы, жители
- 12 мая 1933 года в Полевском родился Юрий Ефремович Бояринцев, советский и российский математик, доктор физико-математических наук, профессор, создатель советской школы по изучению линейных и нелинейных АДС (алгебро-дифференцированных систем).
- Лев (Черепанов), Епископ Ставропольский и Кавказский
- Незлобин Александр Васильевич - юморист, стендап-комик, бывший участник «Comedy Club».

## Экономика
Развита металлургическая промышленность. Градообразующее предприятие — Северский трубный завод (входит в состав ОАО «Трубная металлургическая компания»). Крупными промышленными предприятиями Полевского муниципального округа являются: ЗАО «Управляющая компания „Северский завод ЖБИ“», ОАО «Полевской металлофурнитурный завод», ЗАО "Компания «Пиастрелла», ПАО «Уралгидромедь», ООО «ЭВЕРЕСТ» (Ново-Ивановский мраморный карьер).

## Местное самоуправление
Глава Полевского муниципального округа в соответствии с Уставом муниципального образования избирается прямым тайным голосованием жителей сроком на 4 года.
Первым избранным главой муниципального образования стал Виктор Александрович Колмогоров (1997—2001). Затем должность главы занимали:
- Анатолий Петрович Третьяков (2001—2005)
- Виктор Яковлевич Рейтер (2005—2009)
- Дмитрий Васильевич Филиппов (2009—2013)
- Александр Владимирович Ковалёв (2013—2017)
- Константин Сергеевич Поспелов (2017 — н. в.)

Дума Полевского муниципального округа состоит из 20 депутатов, избираемых сроком на 4 года по десяти двухмандатным избирательным округам.
Первым председателем представительного органа муниципального образования стал Николай Александрович Шатов (1996—2001). Затем председателями Думы являлись:
- Иван Филиппович Розизнаный (2001—2005)
- Александр Владимирович Ковалёв (2005—2012)
- Олег Сергеевич Егоров (2012—2017)
- Илья Борисович Кочев (2017 — н. в.)

## Экологическая ситуация
Качество почв
Почвы города Полевского наиболее загрязнены кобальтом, хромом и никелем. Почвы суглинистые и имеют нейтральную среду. Суммарный индекс загрязнения почв металлами в городе Полевском по никелю, хрому, меди, цинку, кобальту, свинцу и кадмию соответствует допустимой категории загрязнения.
Загрязнение атмосферы
Основным источником выбросов загрязняющих веществ в атмосферный воздух в Полевском МО является ПАО «Северский трубный завод» — 3,5 тыс. т.
Уровень загрязнения вод
Основной вклад в загрязнение водных объектов вносят ПАО «Северский трубный завод» — 6,71 млн м³ (84,1 %) и ООО «Чистая вода» — 1,26 млн м³ (15,6 %).
Отходы
По данным Свердловского областного кадастра отходов производства и потребления, 72 хозяйствующими субъектами Полевского ГО за 2018 г. образовано 415,17 тыс. т отходов, из них I—IV классов опасности — 24,01 тыс. т, в том числе I класса опасности — 0,02 тыс. т; II класса опасности — 0,007 тыс. т; III класса опасности — 0,444 тыс. т; IV класса опасности — 23,54 тыс. т. Объём образования коммунальных отходов составил 32,75 тыс. т, в том числе твёрдых коммунальных отходов — 26,66 тыс. т.

## Спорт
В Полевском муниципальном округе 143 спортивных сооружения, в том числе стадион, спортивные залы, легкоатлетический манеж, бассейны, лыжные базы, тиры, картодром, мотодром, лыжероллерная трасса и др. Обеспеченность спортивными сооружениями в Полевском городском округе в целом к нормативу потребности составляет:
- плоскостные сооружения — 102 % от норматива потребности;
- спортивные залы — 26,9 % от норматива потребности;
- плавательные бассейны — 11,7 % от норматива потребности.

В Полевском активно развивается 15 видов спорта. Приоритетными являются: лыжные гонки, лёгкая атлетика, футбол, баскетбол и кикбоксинг. Общая численность занимающихся этими направлениями на 1.01.2012 года превышает 4000 человек. Адаптивной физической культурой занимаются более 200 человек.
Постановлением Главы Полевского городского округа от 21.05.2010 г. № 844 утверждена муниципальная целевая программа «Развитие инфраструктуры в сфере физической культуры и спорта на территории Полевского городского округа в 2010—2013 гг.».
- В декабре 1972 открыт Дворец спорта.
- В 1974 году заложена традиция легкоатлетического пробега в подшефную воинскую часть в Курганове.
- С 1983 года каждое первое воскресенье июня в городе проводится международный фестиваль бега «Сказы Бажова», главная дистанция соревнований — 20 км.

## Культура
С Полевским тесно связано имя уральского писателя Павла Петровича Бажова.
Полевской называют родиной бажовских сказов, сердцем «бажовского Урала». Он жил в Полевском в 1892—1895 годах и мальчишкой на горе Думной слушал сказы своего троюродного деда, старого шахтёра Василия Васильевича Хмелинина (дедушки Слышко), работавшего сторожем на дровяных складах. В этих преданиях передавался фольклор горняков про Хозяйку медной горы — то есть Гумёшевского медного рудника, давшего основу посёлку, девку Азовку — духа места горы Азов, Полоза, и других персонажей, хранящих всякие земельные богатства. Эти образы послужили писателю материалом для создания всемирно известной книги «Малахитовая шкатулка», вышедшей в 1939 году.
С 1983 года каждое первое воскресенье июня в городе проводится международный фестиваль бега «Сказы Бажова», главная дистанция соревнований — 20 км.
В январе 2019 года в честь 140-летия писателя в городе был установлен 15-тонный 2-метровый арт-объект из редкого белого мрамора, получивший название «Борода Бажова». Монумент выполнен в виде прядей волос, похожих на струи водопада, в которые будут вписываться фразы из известных сказов Бажова, отлитые в металле.

## СМИ
- С 5 января 1931 года по решению бюро Полевского РК ВКП(б) издаётся газета «Полевской химик», с 8 июня того же года до 21 января 1953 года газета печатается под названием «За большевистские темпы». С 23 января 1953 года и по настоящее время эта еженедельная общественно-политическая газета Полевского городского округа выходит под названием «Рабочая правда».
- В 1954 году вышел первый номер многотиражной газеты Северского завода «За белую жесть» (с 1955 по настоящее время — «Северский рабочий»).
- В 1993 году начато вещание телекомпании «Принцип», в 2001 году — телекомпании «11 канал».
- С 1997 года издаётся городская общественно-политическая газета «Диалог» (газета учреждена Думой и Администрацией Полевского городского округа).
- В 2008 начал работу Полевской информационно-туристический портал — ныне Полевской туристско-краеведческий портал (http://polevskoy-turcentr.ru/).
- С 2009 года работает портал ПроПолевской.рф (до 2015 года DialogWeb.ru)
- С 2010 года издаётся первый глянцевый журнал о Полевском и его жителях — «Город в деталях».
- С 2011 года издаётся еженедельная бесплатная газета «Витрина Полевского».
- В 2010—2011 годах начинают вещание радиостанции «Авторадио-Полевской», «Радио Ваня-Полевской» и «Радио Интерра-FM»
- С апреля 2011 года начато вещание радиостанции «Волна FМ», на частоте 102,8 МГц.
- В 2012 году начал работу полевской городской портал ГОР.САЙТ
- С лета 2015 года работает сайт города Полевского Бажополь. РФ (с осени 2018 года Полевской24).
- В 2016 году начинает вещание радиостанции «Love Radio-Полевской» вместо Радио Вани.
- В 2019 году запущен городской сайт Полевской. Ру (polevskoy.ru).

## Религия
В Полевском действуют два храма: Свято-Троицкий Храм (северная часть города) и Храм Святых Апостолов Петра и Павла. Также существуют мусульманская и протестантские общины.

## Награды
- В 1985 по итогам работы в 11-й пятилетке городу Полевскому присуждено переходящее Красное знамя Совета Министров РСФСР и ВЦСПС.

## Достопримечательности
- С окрестностями Полевского связано большинство сказов П. П. Бажова. В южной части города находится Думная гора, где дед Слышко (сторож Хмелинин) рассказывал юному Павлу Бажову предания окрестных земель и заводские побывальщины, на основе которых впоследствии родились знаменитые сказы. С обрыва Думной горы открывается великолепный вид на город и окрестности.
- В 8 километрах от города расположена двуглавая Азов-гора высотой 588 м. Её обрывы представляют интерес не только для альпинистов. Согласно преданию, описанному Бажовым в сказе «Дорогое имячко», в горе есть громадная пещера, наполненная золотом. Откроется пещера тому, кто правильно назовёт имя Девки-Азовки — духа, стерегущего вход. Поэтому ежегодно множество туристов выкрикивают перед горой различные женские имена.
- Северская домна — старинная домна Северского железоделательного завода, памятник промышленной архитектуры XIX века. Единственный в Европе промышленный комплекс середины XIX века, находящийся в высокой степени сохранности и дающий полное представление о производственном процессе позапрошлого века.
- Часовня Спаса Преображения — часовня Екатеринбургской и Верхотурской епархии. Единственная часовня в мире, целиком выполненная из металла.
- Чудотворный образ Иверской иконы Божией Матери. Этот список в 1883 году подарила Полевскому храму императрица Мария Фёдоровна, мать императора Николая II. В церковной летописи указаны случаи исцеления полевчан, молившихся перед этим образом. Икона настолько почиталась, что каждый день перед ней служились молебны. В 1931 году, после разрушения храма, икона, вместе с другими богослужебными предметами, бесследно исчезла. Вновь обретена в 2008 году.
- Уникальные солнечные часы, выполненные полевскими мастерами-камнерезами в 1773 году из белого мрамора. Установлены в селе Мраморское. До недавнего времени исправно работали, разрушены вследствие ДТП[30].
- Монумент, установленный на границе Европы и Азии, расположен на трассе Екатеринбург — Полевской в районе села Курганова.

- Северская домна
- Петро-Павловский храм
- Вид на Троицкую церковь и Малахову гору
- Преображенская часовня
- Гора Думная
- Гора Никольская
- Полевской пруд
- Северский пруд

## Города-побратимы
- Полоцк, Белоруссия (c 2012 года)
- Каннавия[англ.], Республика Кипр (с 2020 года)[31]

25 сентября 2020 года на аллее в микрорайоне Зеленый Бор был торжественно открыт знак Дружбы городам-побратимам.